# Шустерман Лариса Миколаївна
Лариса Миколаївна Шустерман (уродж. Ковальчук; (1939 , Котовськ, Одеська область ) — Заслужений майстер народної творчості України, професійно займається вишивкою картин гладдю.

## Біографія
Народилася 24 березня 1941 року в місті Котовську Одеської області.
Закінчила художньо-графічний факультет Одеського педагогічного інституту імені К. Д. Ушинського за спеціальністю «інженер-викладач виробничого навчання».
Багато років працювала викладачкою автомобільної справи, згодом директором автошколи.
Вишиванням займається понад 20 років. За цей час художниця виконала понад 180 робіт — натюрмортів, пейзажів, портретів, релігійної вишивки, квіткових композицій, зображень тварин. Живе та працює в Немішаєвому .

## Персональні виставки
Авторка великої кількості робіт, учасниця виставок, з них 52 персональні з 1991 року. Картини Лариси Шустерман демонструвалися на виставках в Україні та за кордоном, вони також перебувають у приватних колекціях шанувальників мистецтва вишивки в Україні, Греції, Австрії, США, Німеччині, Італії, Росії.
Постійні виставки вишивок Лариси Шустерман знаходяться у Києві, в головному корпусі Європейського університету, у Кіровоградському обласному художньому музеї. та Національному музеї літератури у Києві.
Переможниця конкурсу сьомої міжнародної виставки «Тканини. Нитки. Фурнітура 2005».

## Нагороди
- Заслужений майстер народної творчості України[9]
- Гран-прі 2-го Всеукраїнського конкурсу «Вишивка. Авторське рукоділля» за майстерність виконання картини «Букет на тлі краєвиду» — вишивка хрестом[8]